# Gil Diniz
Gildevanio Ilso dos Santos Diniz (Serra Talhada, 29 de agosto de 1986), mais conhecido como Gil Diniz ou Carteiro Reaça, é um carteiro e político brasileiro, filiado ao Partido Liberal (PL).

## Biografia
Nasceu em Serra Talhada, interior de Pernambuco, em 1986. Iniciou o curso de história com bolsa integral pelo programa estatal Programa Universidade para Todos (Prouni), porém não concluiu. Entre os anos de 2009 a 2011, tentou ingressar para a Polícia Militar do Estado de São Paulo (PMESP), mas não foi aprovado no exame psicotécnico.
Ingressou na Empresa Brasileira de Correios e Telégrafos (ECT), onde ficou conhecido em sua unidade por ser crítico ao sindicato da empresa e ao Partido dos Trabalhadores (PT). Lá recebeu o apelido de "Carteiro Reaça".
Durante as eleições de 2014, conheceu Eduardo Bolsonaro de quem virou amigo e começou a ajudar na panfletagem da campanha de Eduardo para deputado. Após a eleição de Eduardo, Gil virou assessor de gabinete de Eduardo cargo que ocupou até agosto de 2018, com salário médio de 5.000 reais mensais.
Nas eleições de 2018, foi eleito deputado estadual por São Paulo, com votação de 214.037 votos pelo Partido Social Liberal (PSL). Em julho de 2020, ele e o deputado estadual Douglas Garcia foram expulsos da legenda pela disseminação de fake news e ataques à instituições democráticas. A expulsão foi formalizada em outubro de 2020 pela Assembleia Legislativa de São Paulo. Entre esse período até fevereiro de 2022, ficou sem partido, até que ingressou nas fileiras do Partido Liberal (PL) no mesmo ano.
Nas eleições de 2022, foi reeleito deputado estadual por São Paulo, com votação de 196.215 votos.

## Controvérsia
Segundo o levantamento do Aos Fatos de maio de 2020, Gil Diniz e um grupo de sete deputados investigados no inquérito das fake news publicaram em média duas postagens por dia em rede social em um período de três meses, com desinformação ou mencionando o STF de forma crítica.

## Desempenho eleitoral
| Ano  | Cargo                          | Partido | Votos   | Resultado | Ref.   |
| ---- | ------------------------------ | ------- | ------- | --------- | ------ |
| 2018 | Deputado estadual de São Paulo | PSL     | 214.037 | Eleito    | [ 17 ] |
| 2022 | Deputado estadual de São Paulo | PL      | 196.215 | Eleito    | [ 18 ] |